# Гермарінген (Баварія)
Гермарінген (нім. Germaringen) — громада в Німеччині, знаходиться в землі Баварія. Підпорядковується адміністративному округу Швабія. Входить до складу району Остальгой.
Площа — 22,88 км2. Населення становить 3868 ос. (станом на 31 грудня 2020).